# Инстербург, Инго
Инго Инстербург (нем. Ingo Insterburg, настоящее имя Инго Ветцкер нем. Ingo Wetzker, 6 апреля 1934, Инстербург, Восточная Пруссия — 27 октября 2018, Шарлоттенбург) — немецкий музыкальный кабаретист, комик, композитор, мультиинструменталист и певец, основавший группу Инстербург & Co.. Для своих актёрских выступлений он нередко сам писал сценарии, придумывал костюмы и аксессуары, рисовал плакаты или афиши. Кроме того, он активно участвовал в берлинских марафонах, много путешествовал на велосипеде, поддерживал Союз вегетарианцев Германии.

## Биография
Инго Ветцкер взял себе псевдоним по названию прусского города Инстербург, в котором родился в 1934 году. Он был младшим из четырёх детей в семье Ветцкер. Отец на войне попал в плен. В рамках организованной массовой эвакуации немцев из Восточной Пруссии в 1944 году мать с детьми перебралась в саксонский город Чопау, а через два года в Бернбург, отошедший к советской зоне оккупации, а затем к ГДР. В своей книге «Первые 23456 дней в моей жизни» Инго вспоминал, что город Бернбург семье очень понравился, потому что показался похожим на родной Инстербург. Сначала они жили на Рошвитцерштрассе (нем. Roschwitzerstraße), а в 1947 году переехали на Бетховенштрассе (нем. Beethovenstraße), когда отец семейства вернулся из плена.
В 1953 году после получения свидетельства ГДР о среднем образовании (нем. Abitur) Инго, взяв с собой скрипку, кисти и краски, сумел на велосипеде добраться из Бернбурга до Западного Берлина. Чтобы поступить там в вуз, необходимо было дополнительно получить западный Abitur, что он и сделал в 1954 году, а затем пять лет (1954—1959) изучал художественную педагогику (нем. Kunstpädagogik) в Берлинском университете искусств.
В 1959 году Инго Инстербург записал свой первый мини-альбом как соло-гитарист. Будучи соседом актёра Клауса Кински по коммунальной квартире (нем. Wohngemeinschaft), Инго аккомпанировал ему на гитаре при исполнении баллад Бертольта Брехта в концертах «Kinski und Guitar Ingo». В первой половине 1960-х годов Инго испытывал денежные трудности, жил в стеснённых условиях, его брак распался. Первую оплачиваемую работу он получил на радиостанции РИАС.

### Выступления на телевидении
На немецких телеканалах с конца 1960-х годов регулярно выступали солисты и авторы песен комедийного направления — барды, готовые дурачиться (нем. Blödelbarden). Наряду с уже успешными Рейнхардом Маем и Ульрихом Роски появились новые имена. Редактор Радио Бремен для совместного создания развлекательной программы собрал четверых участников — певца Инго Инстербурга, комика Карла Далла, актёра Юргена Барца и писателя Питера Элебрахта. В 1967 году они объединились в комедийную группу Insterburg & Co., которая просуществовала в этом составе до 1979 года. Одна из самых известных песен Инго Инстербурга того времени — «Я любил девушку» (нем. Ich liebte ein Mädchen) о любовных приключениях в разных районах Берлина и Германии, в разных странах и даже на Марсе. Эта песня надолго стала культовым хитом. Её бесконечные рифмованные строчки фанаты продолжают использовать в современных видео на YouTube.
Кроме RBB и других региональных телеканалов, выступления участников «Инстербург & Co.» транслировались по первому каналу. Влияние их клоунских пародий, скоморошества и простонародного юмора отмечали известные немецкие комики Отто Ваалкес и Майк Крюгер, появившиеся позднее.
С 1967 по 1979 год Инго выступал с группой «Insterburg & Co.» в первом составе (Инго Инстербург, Карл Далл, Юрген Барц, Питер Элебрахт)
 
С 1980 по 1994 год продолжались гастрольные концерты группы «Insterburg & Co.» во втором составе (Инго Инстербург, Мариан Мараджан, Юпи Сириус, Георг Химмельблау)
 
После 1994 года Инго эту группу распустил и дальше выступал как соло или в дуэтах: «Ingo Insterburg & Karl Dall» и «Ingo Insterburg & Der Black».

### Креативность

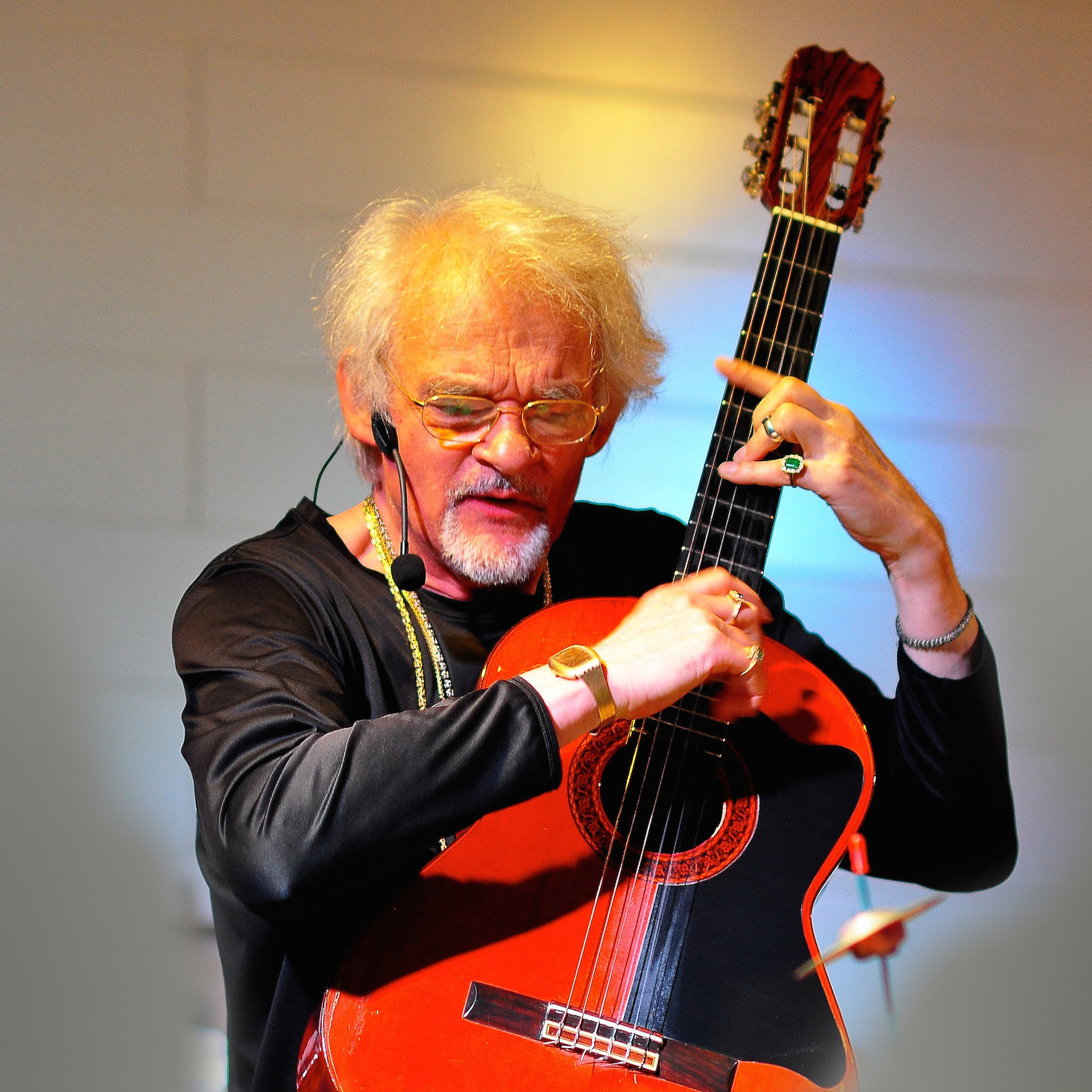
Инго Инстербург в 2012 году

Когда Инго спрашивали, что означают созданные им самим три звезды с тремя цепями у него на груди, он в ответ или шутил, или объяснял, что они символизируют «талант, усердие и выносливость», при этом подчёркивая особую важность выносливости.
С 1967 по 1995 год Инго участвовал в создании одиннадцати фильмов в качестве композитора или актёра, играющего разных персонажей, в том числе самого себя.
Инго Инстербург был увлечённым путешественником и велосипедистом, 21 раз участвовал в марафонах, являлся почётным членом «Союза вегетарианцев Германии» (нем. Vegetarierbund Deutschland). На своём сайте он сказал: «не курил, не пил и счастливо не был женат».
К оригинальным хобби Инго Инстербурга относилось создание причудливых музыкальных инструментов из подручных материалов. Это началось ещё в подростковые годы, когда он веселил школьников и учителей, играя на принесённой из дома кастрюле с мешалкой. В возрасте 83 лет он радовал зрителей своими авантюрными самодельными инструментами, такими как — японская скрипка с одной струной, арфа из сидения от унитаза, виолончель с металлическим ведром, гитара из кокосового ореха, поющая пила, скрипка из клетки для птиц, саксофон с воронкой и шлангом от стиральной машины. Он мог одновременно играть на нескольких инструментах, подключая пальцы ног. Перед выходом на бис мог прикрепить к разным частям одежды бубенчики, чтобы при движении возникало неожиданное звучание. Приглашал зрительный зал вместе спеть знакомую песню «Я любил девушку в …», добавляя в неё по ходу новые строфы. Последнее концертное турне Инго состоялось в апреле 2018 года, а в августе он посетил город своего детства Бернбург, который никогда не забывал, куда часто приезжал с концертами после падения стены и где его тоже хорошо помнили.
Пятикомнатную квартиру в берлинском районе Груневальд Инго превратил в своеобразный «сувенир», собирая дорогой для его воспоминаний реквизит — костюмы, шляпы, шарфы, маски и знаменитую корону, рекламные плакаты, ноты, коллекции самодельных инструментов, записи своих рассказов и стихов, многочисленные фотографии, эскизы и рисунки, живописные работы.

### Уход из жизни

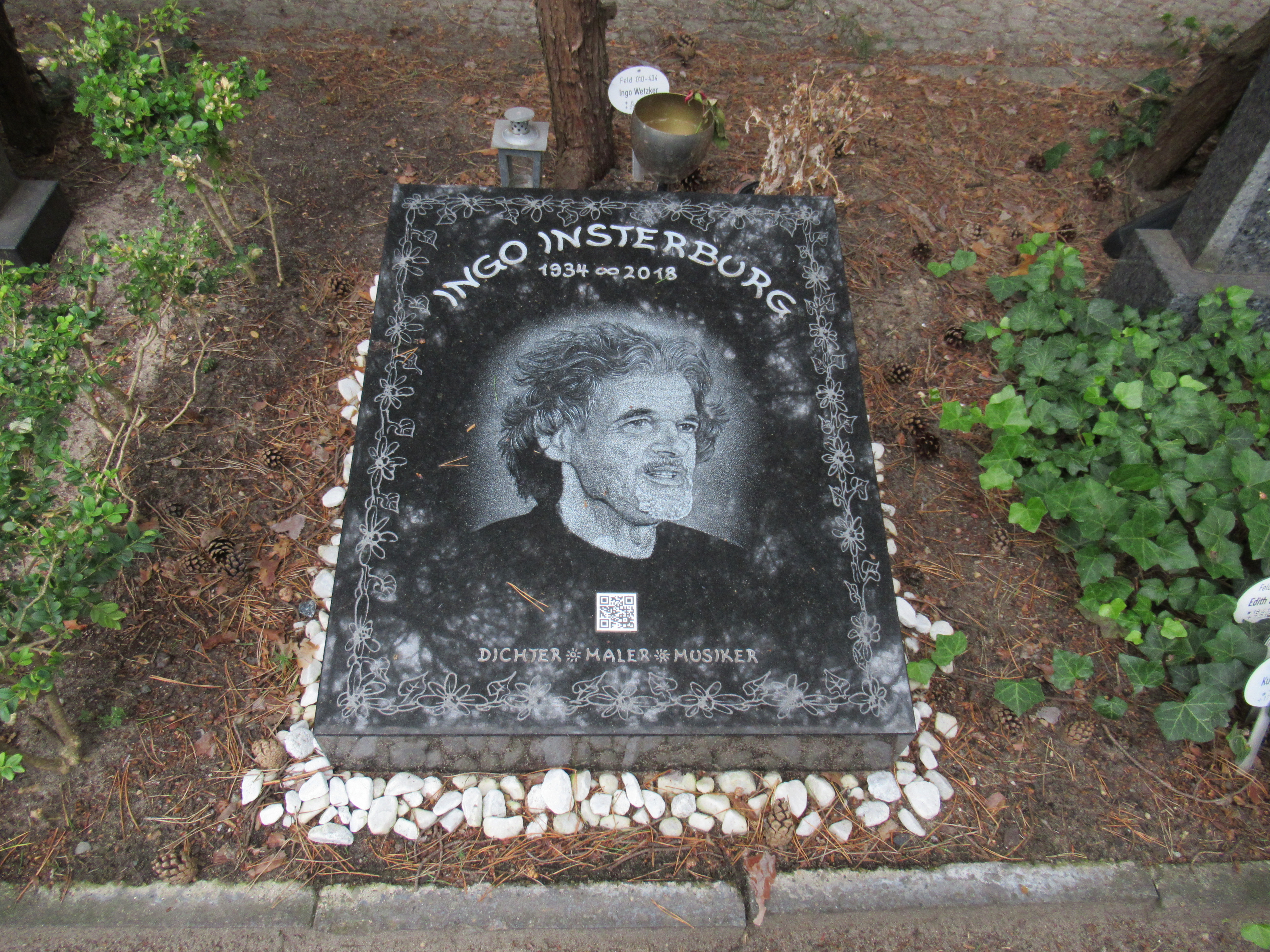
Надгробная плита на могиле Инго Инстербурга. Кладбище в Далеме

27 октября 2018 года он скончался в хосписе в присутствии сына Вольфа, другой его сын незадолго до этого погиб в автокатастрофе. Похоронен Инго Инстербург на кладбище (нем. Waldfriedhof Dahlem, Grab-Nr. 010/434) берлинского района Далем. В часовне кладбища 08.11.2018 на церемонии прощания 200 человек аплодировали ушедшему из жизни комику стоя, когда на любимой скрипке музыканта играла дочь его менеджера Франка Нича (нем. Frank Nietsch). Своё последнее пристанище Инго Инстербург нашёл рядом с часовней — среди можжевельника и сосен.

## Награды
- 1969: Премия Эрнста Любича за игру в фильме «Квартет в постели[нем.]»[23]
- 2014: smago! Award[нем.] — немецкая музыкальная премия за особые достижения и успехи на сцене за предыдущий год (в категории «Искусство малых форм»)[10]
- 2015: Голубое сердце[24]
- 2017: Сатирический фонд старейшин — «Deutsches Kabarettarchiv»[25]

## Работы (выборочно)
Многообразный характер работы Инго на радио, телевидении, в театре, кино и так далее отразился в его произведениях.

### Театральные программы
- Искусство и мусор[26]
- Я любил девушку в …[27]
- Кульминации из двух жизней художников[28]

### Дискография
- 1959: Гитара-Инго (Амадео)
- 1968: Барочная любовная лирика (с Юргеном Барцем)
- 1970: Я любил девушку в Лихтерфельде
- 1995: Инго Инстербург — виртуоз с будущим, live из кнайпы, Гота (Wortart)
- 1995: Я любил девушку в Панкове, (BMG Music — Amiga, лейбл звукозаписи актёра Эрнста Буша, Maxi-CD)
- 1997: Виртуоз с будущим
- 2000: Лансароте (Single)
- 2000: 3x7 Песни о любви / Любовные игры-Соната (Conträr, Doppel-CD)
- 2001: Соната розового масла / Старая классика — Новые песни (Conträr, Doppel-CD)
- 2002: Преподавательница гоу-гоу (Single)

### Литературные произведения
- 1972: Стихи. Раутенберг, Лер.
- 1973: Жизнь Отто Дармштата. Роман. Раутенберг, Лер, ISBN 3-7921-0121-1.
- 1989: Убогая любовная жизнь интеллигента Джонни Кэзе. Воспитательный роман. Отто Дармштат издательство.
- 1989: Отвратительная лирика.
- 1993: Лирика курильщика и пьяницы . Отто Дармштат издательство.
- 2001: Первые 23456 дней в моей жизни. Berlin Concert & Media, Berlin, ISBN 3-936399-00-X.
- 2014: 5555 стихов (том 1). Berlin Concert & Media, Берлин, ISBN 978-3-936399-11-0.
- 2014: 5555 стихов (том 2). Berlin Concert & Media, Берлин, ISBN 978-3-936399-12-7.
- 2014: Лирика курильщика и пьяницы . Книга и CD / Аудиокнига. Berlin Concert & Media, Берлин, ISBN 978-3-936399-08-0.

## Фильмография
- 1967: Отель Клаузевитц[фр.], режиссёр Ральф Хабиб
- 1968: Квартет в постели[нем.], режиссёр Ульрих Шамони
- 1969: Дядя Чарли[нем.], режиссёр Вернер Якобс[нем.]
- 1974: Шапокляк[нем.], режиссёр Ульрих Шамони

## Инстербург & Co. (первый состав 1967—1979)
(Инго Инстербург, Карл Далл, Юрген Барц, Питер Элебрахт)
- 1968: Один — два — три и интермедия…, лейбл: Philips
- 1968: Братья Якоб & Инстербург & Co — Квартет в постели — Оригинальная музыка к фильмам, лейбл: CBS
- 1969: Поп-одежда, лейбл: Philips
- 1970: Оставь нам нашу яблоню, лейбл: Philips
- 1971: Музыкальный мусор, лейбл: Philips
- 1972: Песни искусства и мёда, лейбл: Philips
- 1972: Sketsch Up, лейбл: Philips
- 1973: Высшая школа музыки, лейбл: Philips
- 1973: Sketsch-Up Nr. 2, лейбл: Philips
- 1974: Поздравляем с билетом, лейбл: Philips
- 1974: Сыр, искусство и хлам, лейбл: Philips
- 1975: Мотивы, лейбл: Philips
- 1975: Этот диск — хит (7″, Single), лейбл: Philips
- 1976: Только ангелы поют прекраснее, лейбл: Philips
- 1976: Инструментальная битва, лейбл: Phonogram GmbH
- 1976: Die Königsblödler — лучшая концертная запись, лейбл: Philips
- 1977: Музыка в ведре, лейбл: Philips
- 1977: Инстербургер поп-спектакль, лейбл: Phonogram / Philips
- 1978: Инстербургер концерт ’78, лейбл: RCA Schallplatten GmbH
- 1978: Sketch As Sketch Can — Nonsens Am Laufenden Band, Label: RCA Schallplatten GmbH

## Инстербург & Co. (второй состав 1980—1994)
(Инго Инстербург, Мариан Мараджан, Юпи Сириус, Георг Химмельблау)
- 1989: Тухлое яйцо всегда рядом
- 1990: Сказки
- 1993: Джокеры